# 27. srpen
27. srpen je 239. den roku podle gregoriánského kalendáře (240. v přestupném roce). Do konce roku zbývá 126 dní.

## Události

### Česko
- 1238 – Vznik první nemocnice v Brně. Měšťan Rudger s manželkou Hodavou věnovali své pozemky u dnešní Pekařské ulice pro založení špitálu sv. Ducha (dnes Fakultní nemocnice u sv. Anny).
- 1444 – Do čela východočeských landfrýdů byl postaven Jiří z Poděbrad poté, co zemřel Hynce Ptáček z Pirkštejna.
- 1894 – Vzplál konvent cisterciáckého kláštera v Plasích.
- 1968 – První tajemník ÚV KSČ Alexander Dubček v projevu oznámil, že "bylo dosaženo dohody týkající se opatření k rychlé normalizaci situace." Tento projev předznamenával následný nástup normalizace.

### Svět

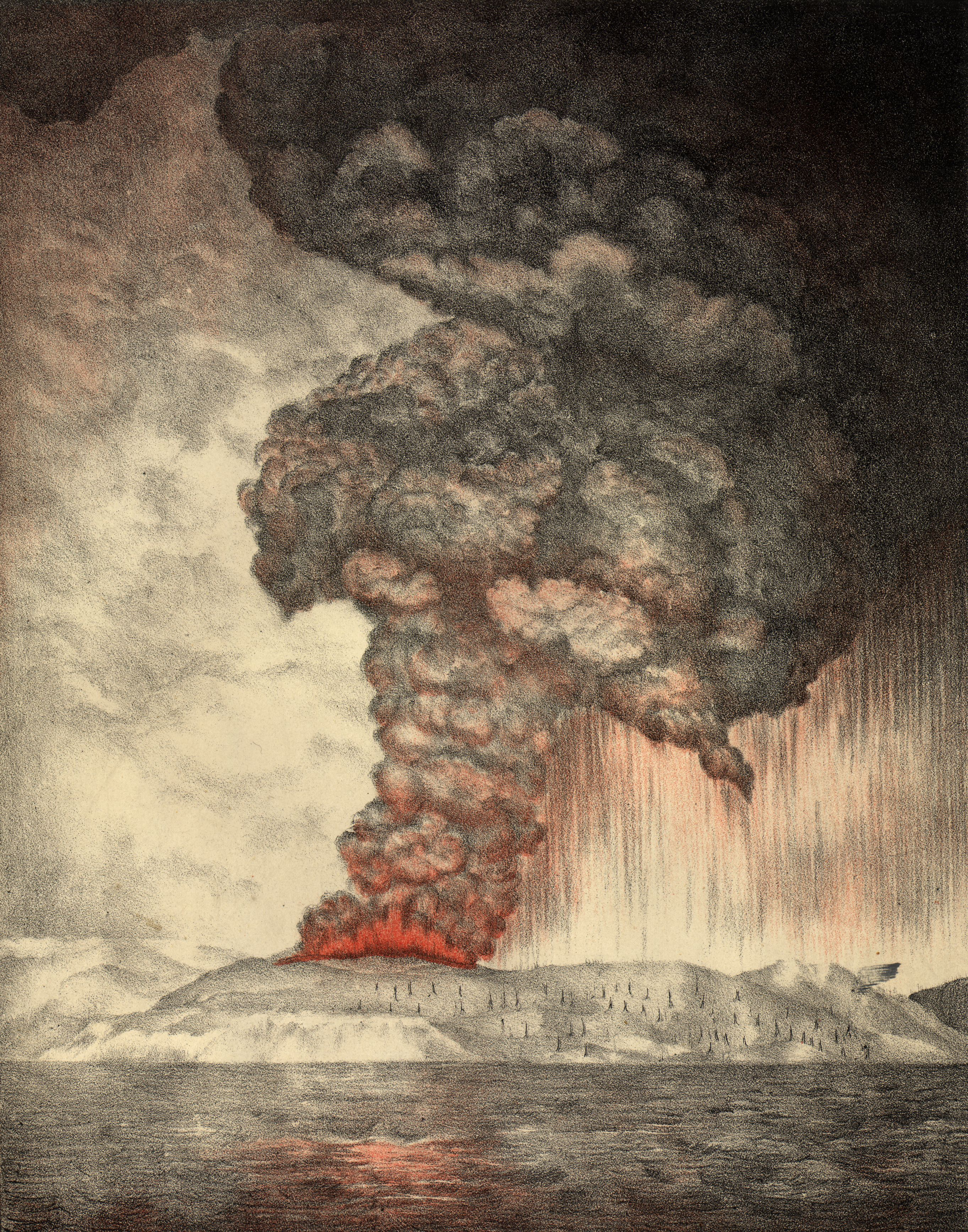
Erupce sopky Krakatoa

- 413 př. n. l. – Zatmění Měsíce způsobilo paniku v aténském loďstvu.
- 1301 – Ladislav V. (Václav) byl korunován za uherského krále.
- 1783 – Francouzský vynálezce Jacques Charles provedl první let balónu bez posádky naplněný vodíkem.
- 1791 – Římskoněmecký císař Leopold II. a pruský král Fridrich Vilém II. požadovali Pilnickou deklarací zachování monarchie ve Francii, což přispělo k vzniku francouzských revolučních válek.
- 1813 – Dvoudenní Bitva u Drážďan skončila francouzským vítězstvím nad vojsky Rakouska, Pruska a Ruska.
- 1883 – Erupce sopky Krakatoa vzedmula ohromnou vlnu tsunami, jež na ostrovech Jáva a Sumatra usmrtila přes 36 000 lidí.
- 1895 – Byl zahájen provoz tramvají v Bratislavě.
- 1896 – Po skončení anglo-zanzibarské války, která trvala necelou hodinu, se Zanzibar vzdal Britům.
- 1916 – První světová válka: Rumunsko vyhlásilo válku Rakousku-Uhersku.
- 1924 – Poprvé vzlétla vzducholoď Los Angeles, vyrobená v Německu pro americké námořnictvo.
- 1928 – V Paříži byl podepsán Briandův–Kelloggův pakt, jímž byla válka prohlášena za nelegální prostředek mezinárodní politiky.
- 1930 – V americkém státě Washington byla na řece Skagit dána do provozu Ďáblova přehrada s dosud nejvyšší hrází na světě (119 m).
- 1939 – Vzlétl první proudový letoun – Heinkel He 178.
- 1979 – Při bombovém atentátu zemřel britský šlechtic a politik Louis Mountbatten.
- 1962 – NASA vypustila sondu Mariner 2 pro výzkum planety Venuše.
- 1991 – Moldavsko vyhlásilo nezávislost na Sovětském svazu.
- 2003 – Planeta Mars se přiblížila k Zemi na 55,757 milionu km, nejmenší vzdálenost za posledních 40 až 70 tisíc let.
- 2005 – Ve švédském Malmö byl otevřen 190 metrů vysoký mrakodrap Turning Torso, nejvyšší stavba ve Skandinávii.

## Narození
Viz též Kategorie:Narození 27. srpna — automatický abecedně řazený seznam.

### Česko

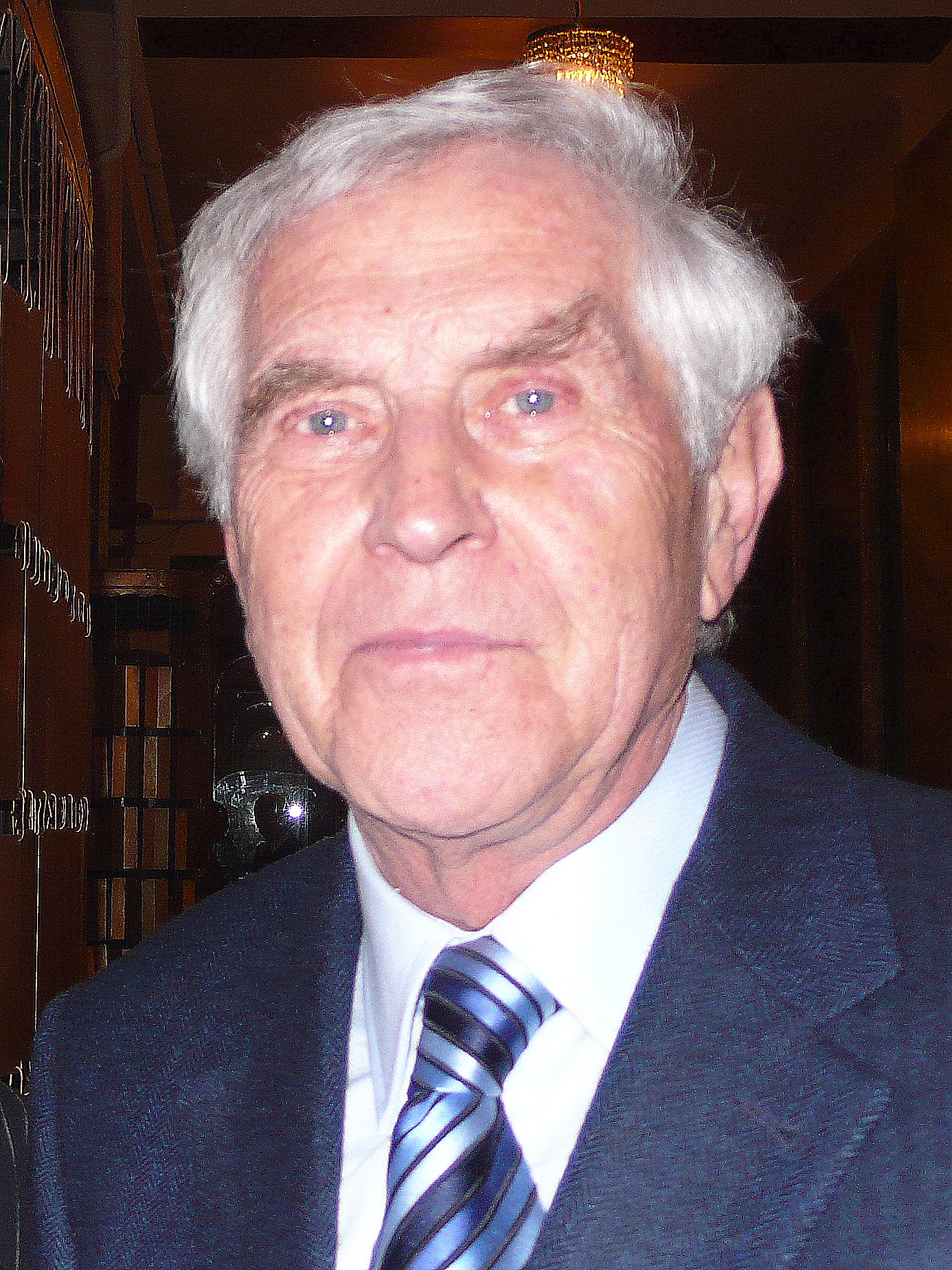
Jiří Hubač (* 1929)

- 1825 – Václav Zelený, středoškolský profesor, novinář a politik († 5. dubna 1875)
- 1831 – František Bronislav Kořínek, spisovatel publicista a pedagog († 20. listopadu 1874)
- 1845 – Josef J. Pihert, hudební skladatel a pedagog († 21. října 1911)
- 1853 – Jan Jursa, autor slabikářů a učebnic češtiny († 21. srpna 1938)
- 1866 – Kornel Stodola, československý politik († 21. října 1946)
- 1875 – Otto Černín, rakouský diplomat († 14. června 1962)
- 1882 – Jaroslav Křička, hudební skladatel a dirigent († 23. ledna 1969)
- 1883 – Josef Baudiš, keltista a indoevropeista († 4. května 1933)
- 1885 – Jan Křtitel Voves, varhaník a hudební skladatel († 10. října 1945)
- 1886 – Josef Páta, slavista, bulharista a sorabista († 24. června 1942)
- 1897 – Václav Kopecký, komunistický novinář a politik († 5. srpna 1961)
- 1913 – Antonín Zgarbík, jezuitský hodnostář, politický vězeň († 22. ledna 1965)
- 1918 – Jaromír Jech, folklorista († 19. září 1992)
- 1921 – Karel Ptáčník, spisovatel († 1. května 2002)
- 1929 – Jiří Hubač, dramatik a scenárista († 27. září 2011)
- 1930 – Gustav Havel, motocyklový závodník († 30. prosince 1967)
- 1933 – Rudolf Dašek, jazzový kytarista a hudební skladatel († 1. února 2013)
- 1939 – Radim Šrám, molekulární epidemiolog a genetik († 29. listopadu 2022)
- 1947 – Miloš Anděra, zoolog, ekolog, pedagog, spisovatel-publicista
- 1949 – Oldřich Janota, písničkář, kytarista, zpěvák († 27. července 2024)
- 1953 – Arnošt Vašíček, spisovatel, záhadolog a scenárista
- 1960 – Libor Jan, historik
- 1967 – Lucie Talmanová, politička, manželka Mirka Topolánka
- 1971 – Edita Adlerová, operní pěvkyně
- 1977
  - Marek Vorel, hokejista
  - Klára Long Slámová, právnička
- 1979 – Karel Rachůnek, hokejista († 7. září 2011)
- 1992 – Andrea Kolářová, modelka

### Svět

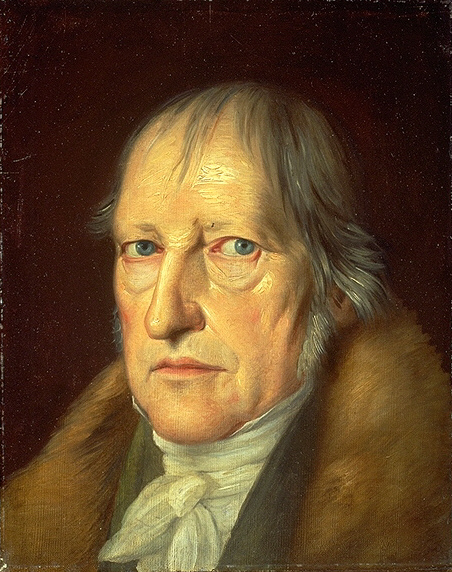
Georg Wilhelm Friedrich Hegel (* 1770)

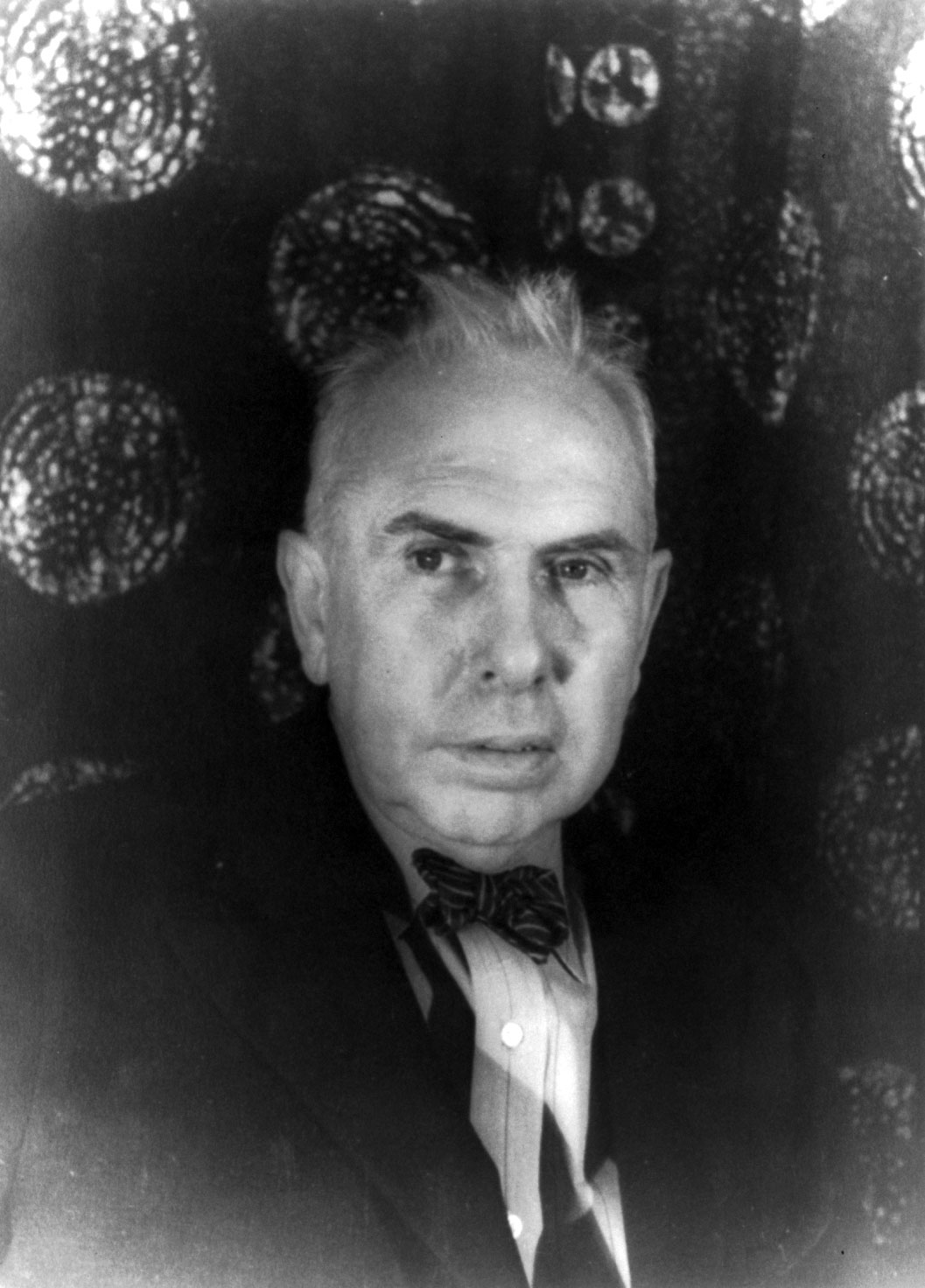
Theodore Dreiser (* 1871)

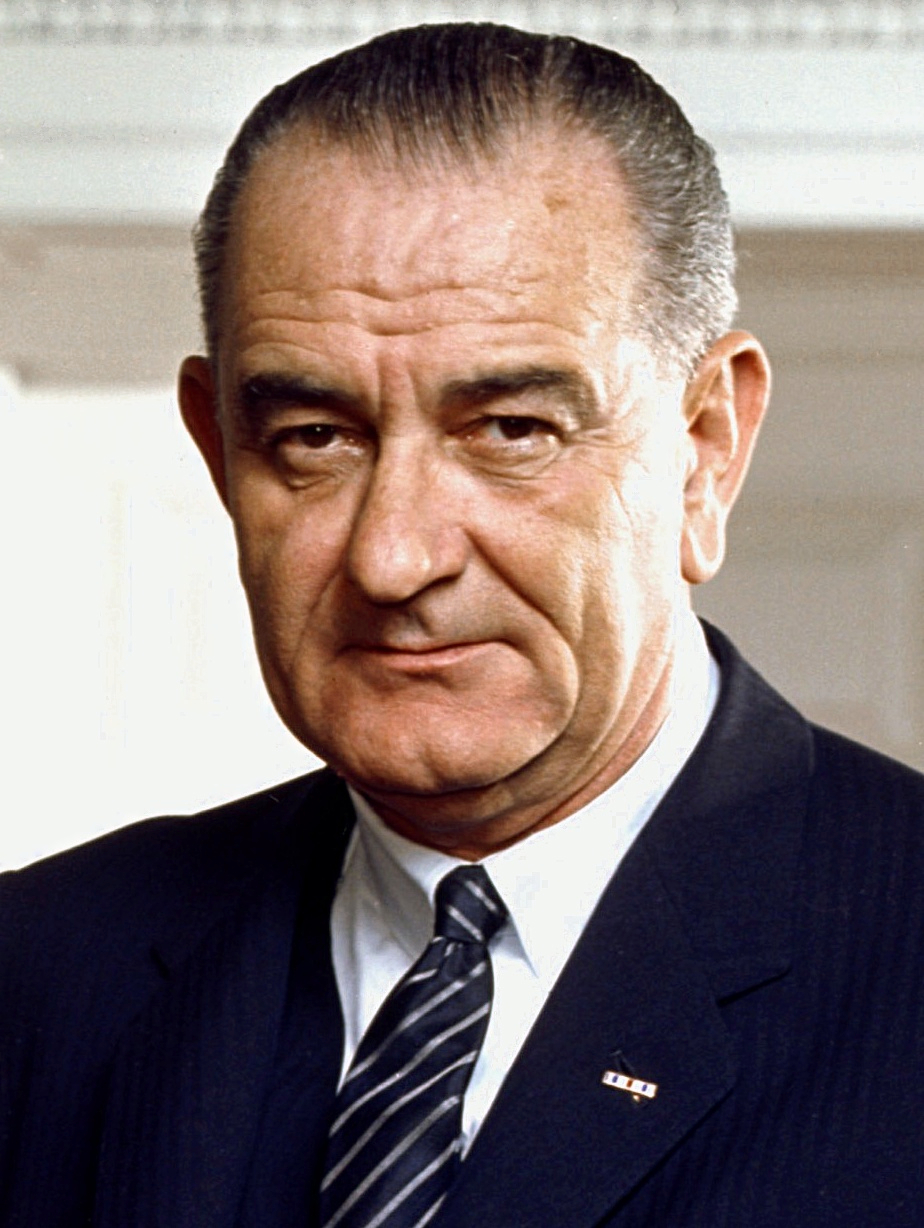
Lyndon B. Johnson (* 1908)

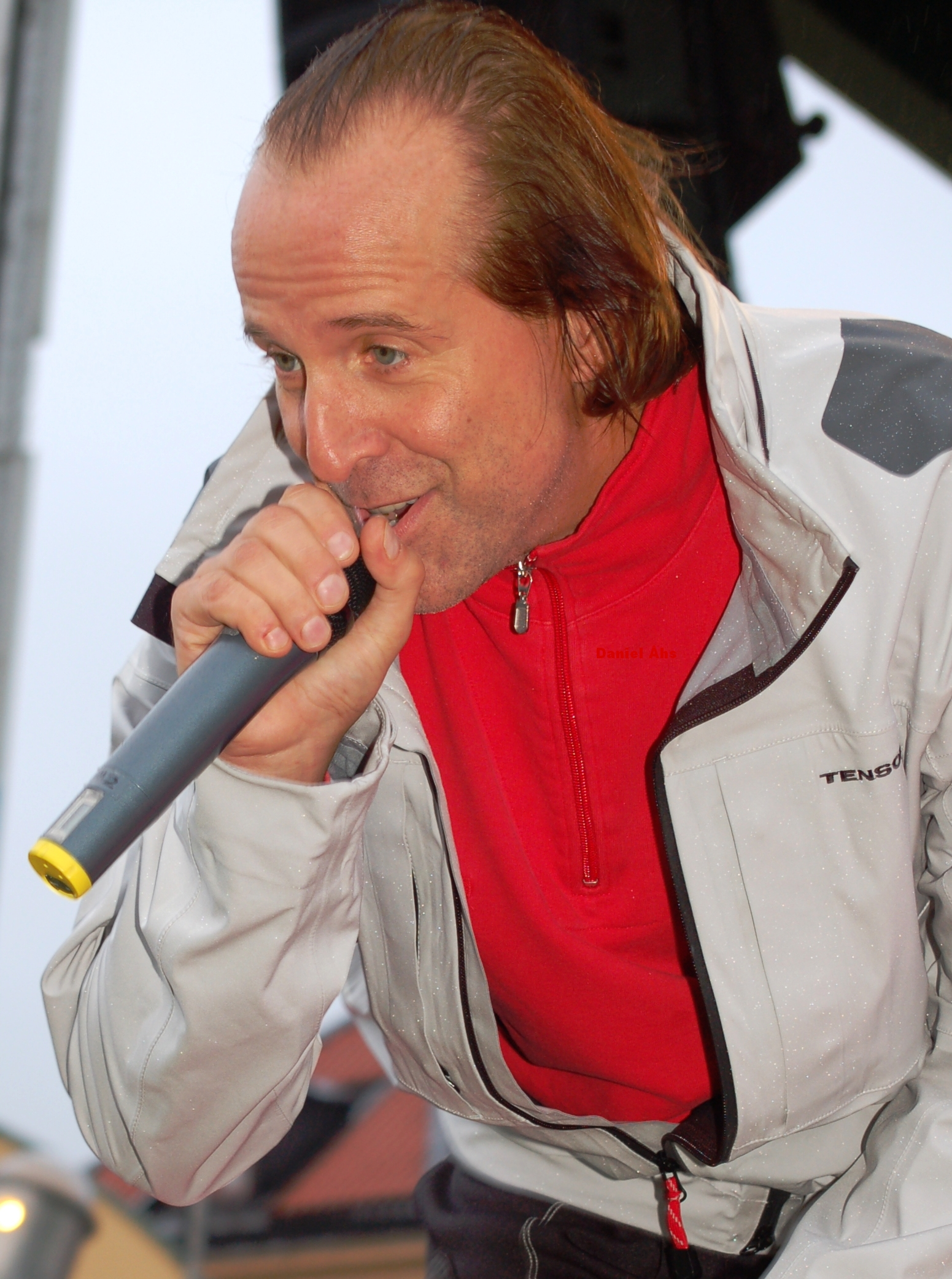
Peter Stormare (* 1953)

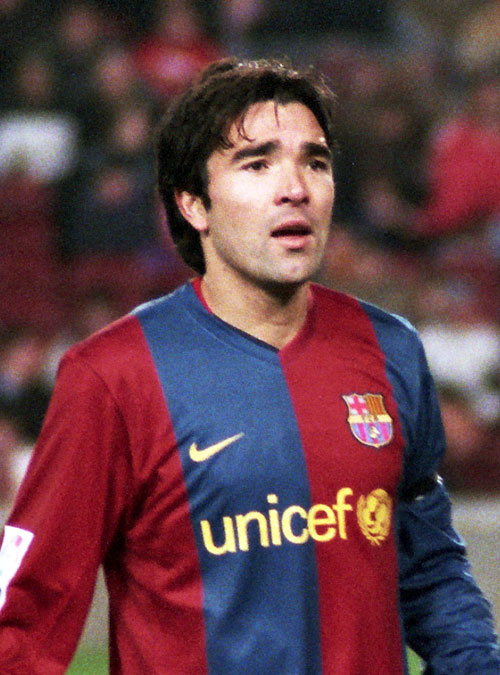
Deco (* 1977)

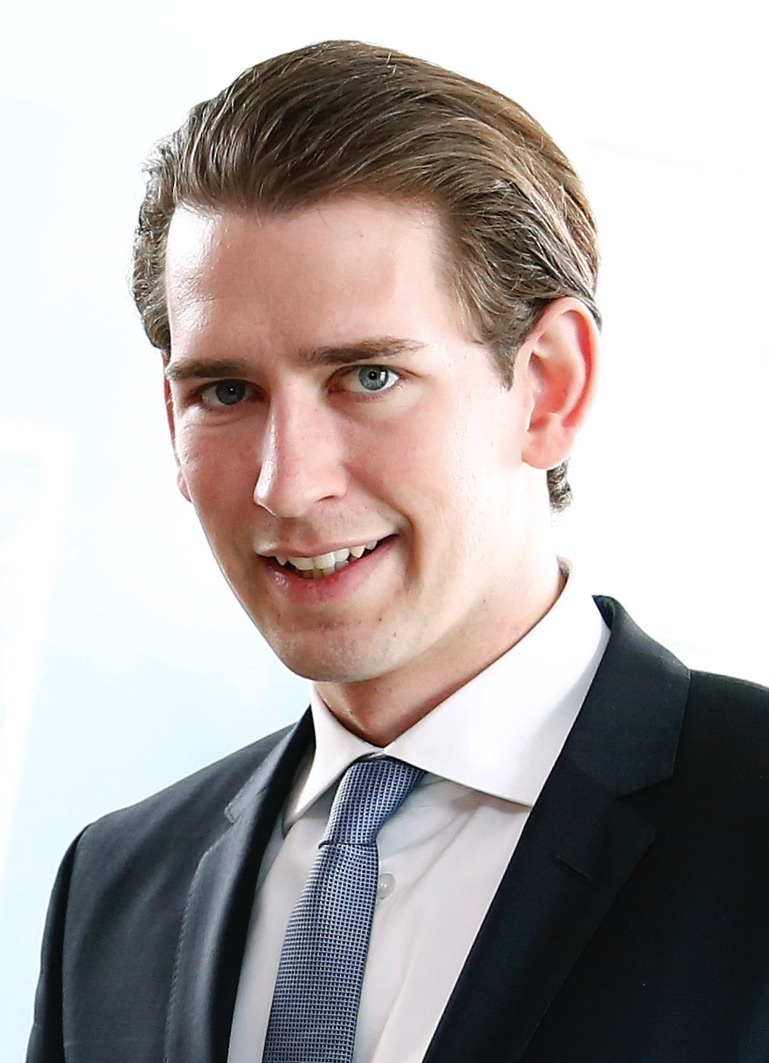
Sebastian Kurz (* 1986)

- 1487 – Anna Braniborská, manželka pozdějšího norského a dánského krále Frederika I. († 3. května 1514)
- 1669 – Anna Marie Orleánská, členka francouzské královské rodiny († 26. srpna 1728)
- 1677 – Otto Ferdinand von Abensberg und Traun, rakouský polní maršál († 18. února 1748)
- 1717 – Francesco Saverio de Zelada, italský kardinál († 19. prosince 1801)
- 1730 – Johann Georg Hamann, německý filozof († 21. června 1788)
- 1750 – Dorothy Benticková, vévodkyně z Portlandu, přímá předkyně britské královny Alžběty II. († 3. června 1794)
- 1770 – Georg Wilhelm Friedrich Hegel, německý filosof († 14. listopadu 1831)
- 1776 – Barthold Georg Niebuhr, německý historik antického Říma, politik a diplomat († 2. ledna 1831)
- 1809
  - Hannibal Hamlin, 15. viceprezident USA († 4. července 1891)
  - Heman A. Moore, americký politik († 3. dubna 1844)
- 1825 – Émile Reutlinger, francouzský fotograf († 9. srpna 1907)
- 1845 – Ödön Lechner, maďarský architekt († 10. června 1914)
- 1856
  - Ivan Franko, ukrajinský spisovatel († 28. května 1916)
  - Hans Christian Cornelius Mortensen, dánský ornitolog († 7. června 1921)
- 1858 – Giuseppe Peano, italský matematik a filosof († 20. dubna 1932)
- 1864 – Hermann Weingärtner, německý sportovní gymnasta († 22. prosince 1919)
- 1865
  - James Henry Breasted, americký archeolog, egyptolog a historik († 2. prosince 1935)
  - Charles Gates Dawes, americký politik a bankéř († 23. dubna 1951)
- 1869 – Karl Haushofer, německý geograf a geopolitik († 10. března 1946)
- 1870 – Evelyn Cavendishová, anglická šlechtična a vévodkyně z Devonshiru († 2. dubna 1960)
- 1871 – Theodore Dreiser, americký spisovatel († 28. prosince 1945)
- 1873 – Jurij Michajlovič Stěklov, sovětský historik a novinář († 15. září 1941)
- 1874 – Carl Bosch, německý chemik, nositel Nobelovy ceny († 26. dubna 1940)
- 1877
  - Lloyd C. Douglas, americký luteránský pastor a spisovatel († 13. února 1951)
  - Charles Rolls, britský průkopník letectví a automobilismu († 12. července 1910)
  - Riccardo Moizo, italský generál († 26. února 1962)
- 1878 – Pjotr Nikolajevič Wrangel, ruský bělogvardějský generál († 25. dubna 1928)
- 1881 – Ernest Brown, britský politik († 16. února 1962)
- 1884
  - Alekhsandre Abašeli, gruzínský spisovatel († 27. září 1954)
  - Vincent Auriol, francouzský prezident († 1. ledna 1966)
- 1887 – Jiří Karađorđević, srbský korunní princ († 17. října 1972)
- 1890 – Man Ray, americký malíř, fotograf, sochař a filmař († 18. listopadu 1976)
- 1893 – Robert Cecil, 5. markýz ze Salisbury, britský státník a šlechtic († 23. února 1972)
- 1899 – C. S. Forester, britský spisovatel a dramatik († 2. dubna 1966)
- 1906
  - Ed Gein, americký sériový vrah († 26. července 1984)
  - Edmund Wojtyła, polský lékař, starší bratr papeže Jana Pavla II. († 4. prosince 1932)
- 1908 – Lyndon B. Johnson, 36. prezident USA († 22. ledna 1973)
- 1909 – Lester Young, americký jazzový saxofonista († 15. března 1959)
- 1913 – Martin Kamen, americký chemik († 31. srpna 2002)
- 1915 – Norman Foster Ramsey, americký fyzik, nositel Nobelovy ceny († 4. listopadu 2011)
- 1918 – Jelle Zijlstra, nizozemský premiér († 23. prosince 2001)
- 1922 – Sósuke Uno, japonský premiér († 19. května 1998)
- 1923
  - Jacob Willem Cohen, nizozemský matematik († 12. listopadu 2000)
  - Emil Horváth st., slovenský herec († 1. ledna 2001)
- 1925
  - Andrea Cordero Lanza di Montezemolo, italský kardinál († 19. listopadu 2017)
  - David El'azar, izraelský generál, náčelník Generálního štábu († 15. dubna 1976)
- 1926 – Kristen Nygaard, norský informatik († 10. srpna 2002)
- 1928
  - Péter Boross, maďarský premiér
  - Osamu Šimomura, japonský chemik, nositel Nobelovy ceny († 19. října 2018)
  - Ján Zachara, slovenský boxer, olympijský vítěz
  - Othmar Schneider, rakouský lyžař, olympijský vítěz ve slalomu († 25. prosince 2012)
  - Mangosuthu Buthelezi, jihoafrický politik († 9. září 2023)
- 1929 – Ira Levin, americký spisovatel a dramatik († 12. listopadu 2007)
- 1931
  - Sven Tumba Johansson, švédský hokejista († 1. října 2011)
  - Šrí Činmoj, indicko-americký myslitel a duchovní učitel († 11. října 2007)
- 1932 – Garegin I., patriarcha Arménské apoštolské církve († 29. června 1999)
- 1937 – Alice Coltrane, americká klavíristka († 12. ledna 2007)
- 1938 – Ivan Kamenec, slovenský historik a vysokoškolský pedagog
- 1939 – Nikola Pilić, jugoslávský tenista chorvatské národnosti
- 1940 – Sonny Sharrock, americký kytarista († 25. května 1994)
- 1941
  - Jurij Malyšev, sovětský vojenský letec a kosmonaut († 8. listopadu 1999)
  - Cesária Évora, kapverdská zpěvačka († 17. prosince 2011)
- 1942 – Chip Douglas, americký baskytarista, kytarista, klávesista, hudební skladatel
- 1943 – Wolfgang Nordwig, německý olympijský vítěz ve skoku o tyči
- 1944 – Tim Bogert, americký baskytarista a zpěvák († 13. ledna 2021)
- 1947 – Barbara Bachová, americká herečka, modelka a psycholožka
- 1948 – Pavol Kanis, slovenský politik
- 1950 – Neil Murray, skotský hudebník a baskytarista
- 1951 – Michal Gazdík, slovenský herec
- 1952
  - Paul Reubens, americký herec, scenárista († 30. července 2023)
  - Laurie Wisefield, anglický kytarista
- 1953
  - Alex Lifeson, kanadský hudebník
  - Peter Stormare, švédský herec, režisér, dramatik a hudebník
- 1954 – Bryn Fôn, velšský zpěvák a herec
- 1955
  - Jean Grondin, kanadský filozof
  - Robert Richardson, americký filmový kameraman
- 1956 – Glen Matlock, britský kytarista a zpěvák
- 1957 – Táňa Radeva, slovenská herečka
- 1958 – Sergej Krikaljov, ruský kosmonaut
- 1959
  - Yves Rossy, švýcarský pilot, vynálezce a letecký nadšenec
  - Gerhard Berger, rakouský pilot Formule 1
- 1961
  - Mark McConnell, americký rockový bubeník († 24. května 2012)
  - Tom Ford, americký módní návrhář a režisér
- 1964 – Paul Bernardo, kanadský sériový vrah
- 1965 – Rez Abbasi, pákistánský kytarista
- 1969
  - Chandra Wilson, americká herečka
  - Eric Bergoust, americký akrobatický lyžař
- 1972
  - The Great Khali, indický wrestler a herec
  - Denise Lewisová, britská atletka, vícebojařka
- 1973 – Soňa Norisová, slovenská herečka
- 1976
  - Carlos Moyà, španělský tenista
  - Hajnalka Tóthová, maďarská sportovní šermířka
- 1977 – Deco, portugalský fotbalový záložník
- 1979 – Aaron Paul, americký herec
- 1984 – Anna Kikinová, ruská inženýrka a kosmonautka
- 1985 – Nikica Jelavić, chorvatský fotbalista
- 1990 – Luuk de Jong, nizozemský fotbalista
- 1991 – Monika Hojniszová-Staręgová, polská biatlonistka
- 1992
  - Kim Petras, německá zpěvačka
  - Carissa Mooreová, americká surfařka
  - Daniel Ståhl, švédský atlet, diskař
- 1993 – Adam Ambra, slovenský fotbalista

## Úmrtí
Viz též Kategorie:Úmrtí 27. srpna — automatický abecedně řazený seznam.

### Česko

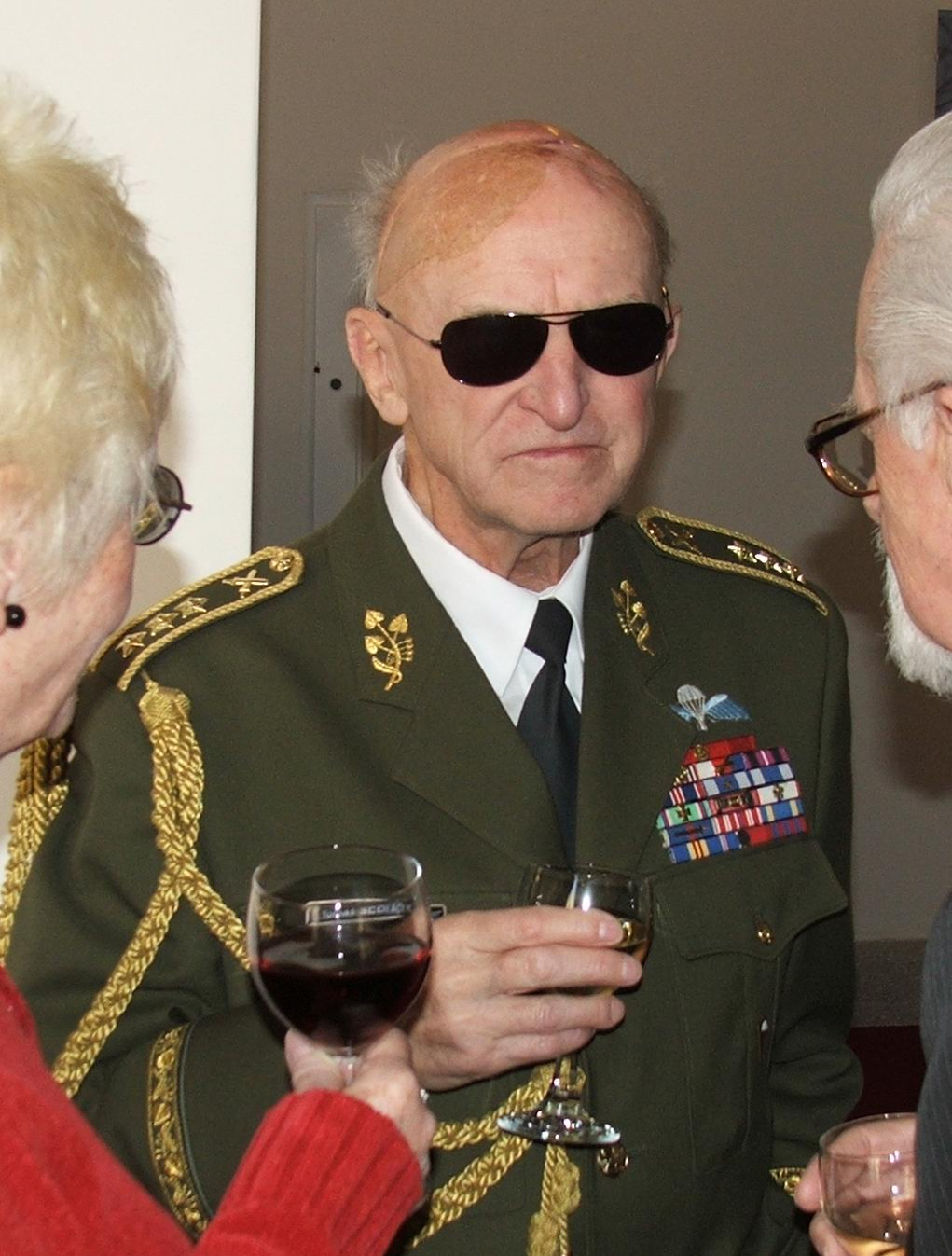
Tomáš Sedláček († 2012)

- 1684 – Augustin Strobach, jezuita a misionář (* 12. března 1646)
- 1746 – Johann Caspar Ferdinand Fischer, barokní hudební skladatel (* 6. září 1656)
- 1794 – Kajetán Vogl, římskokatolický kněz a hudební skladatel (* 1750)
- 1872 – Václav Treitz, lékař (* 9. dubna 1819)
- 1887 – Jan Erazim Sojka, básník, spisovatel a novinář (* 2. prosince 1826)
- 1909 – František Janeček, skladatel působící na Slovensku (* 22. ledna 1837)
- 1917 – Antonín Řivnáč, pražský knihkupec a nakladatel (* 23. října 1843)
- 1935 – Alois Rzach, sudetoněmecký klasický filolog a historik (* 16. listopadu 1850)
- 1964 – Alois Adamus, historik a archivář (* 28. ledna 1878)
- 1965 – Alois Tylínek, kněz, politik, papežský komoří (* 20. srpna 1884)
- 1967
  - Kamil Henner, zakladatel moderní neurologie (* 30. března 1895)
  - Břetislav Kafka, hypnotizér a parapsycholog (* 14. května 1891)
- 1970 – Jan Bartuška, ministr spravedlnosti vlády Československa (* 17. května 1908)
- 1986
  - Olga Šilhánová, sportovní gymnastka a olympijská vítězka (* 21. prosince 1920)
  - Květa Lelková, lyžařka (* 27. října 1908)
- 1995 – Václav Ježek, česko-slovenský fotbalista a trenér (* 1. října 1923)
- 2005 – Václav Chochola, fotograf (* 31. ledna 1923)
- 2009 – Jakub Čermín, politický vězeň a předseda Českého svazu bojovníků (* 2. května 1917)
- 2012 – Tomáš Sedláček, armádní generál, člen protinacistického odboje a politický vězeň komunistického režimu (* 8. ledna 1918)
- 2019 – Blanka Králová, biochemička a vysokoškolská profesorka (* 24. ledna 1926)
- 2020 – Eva Tálská, divadelní režisérka a scenáristka (* 17. dubna 1944)
- 2023 – Karel Holomek, romský aktivista a politik (* 6. března 1937)

### Svět
- 0827 – Evžen II., papež (* ?)

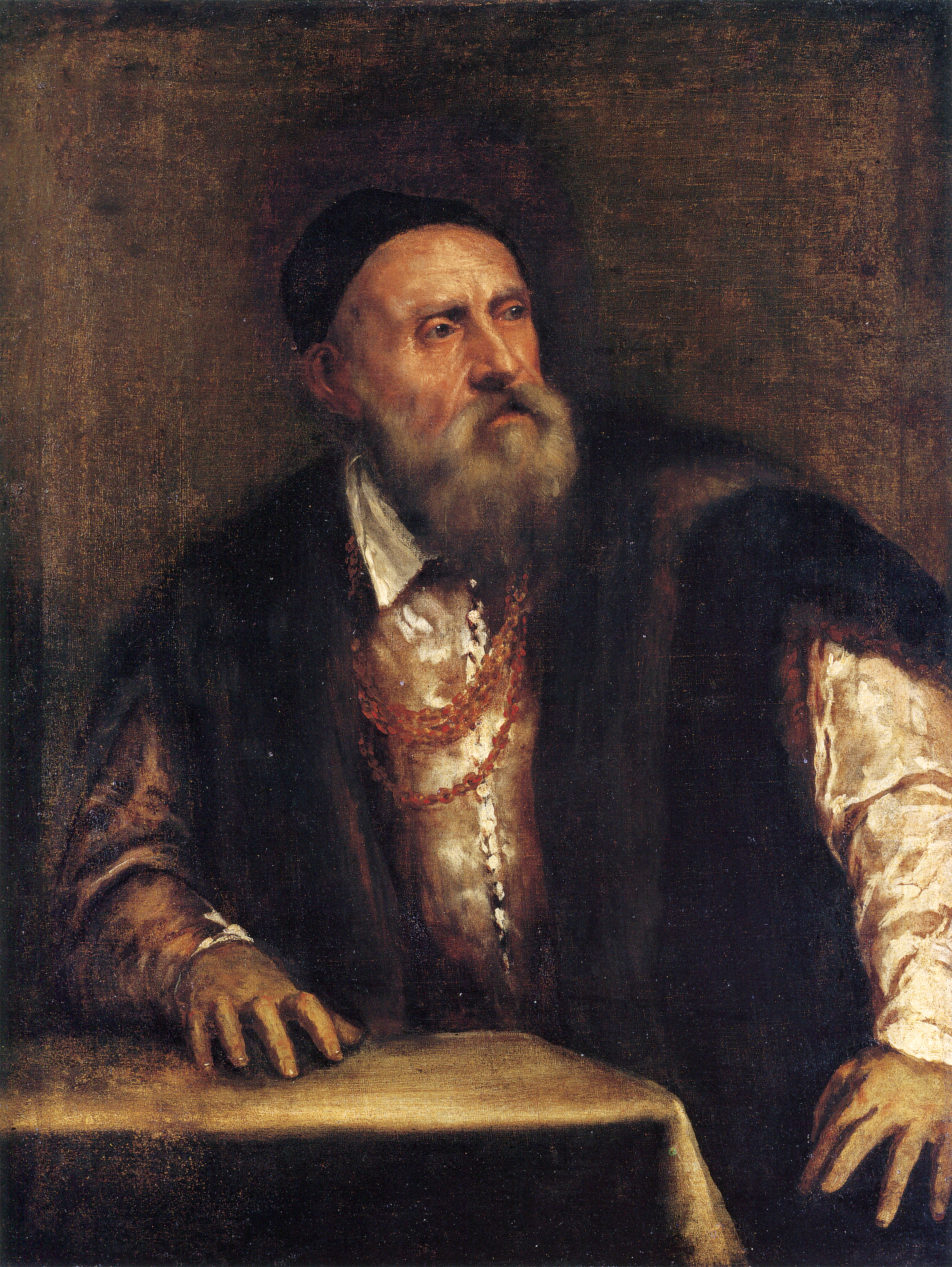
Tizian († 1576)

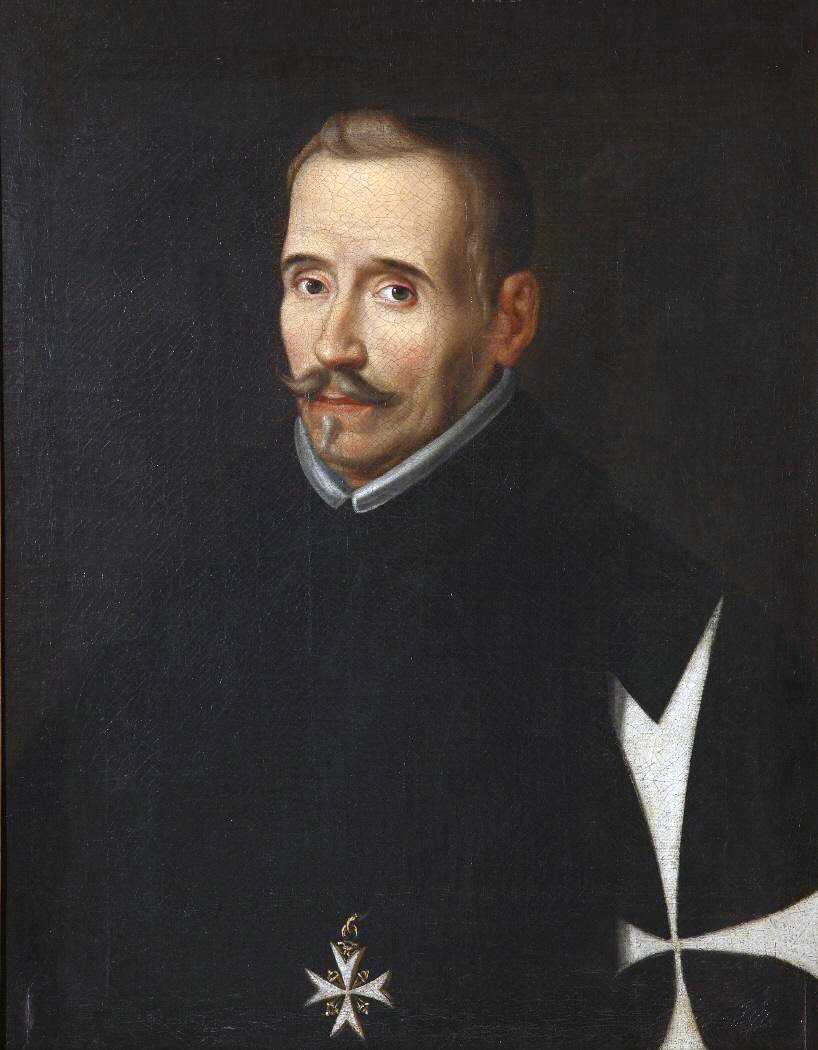
Lope de Vega († 1635)

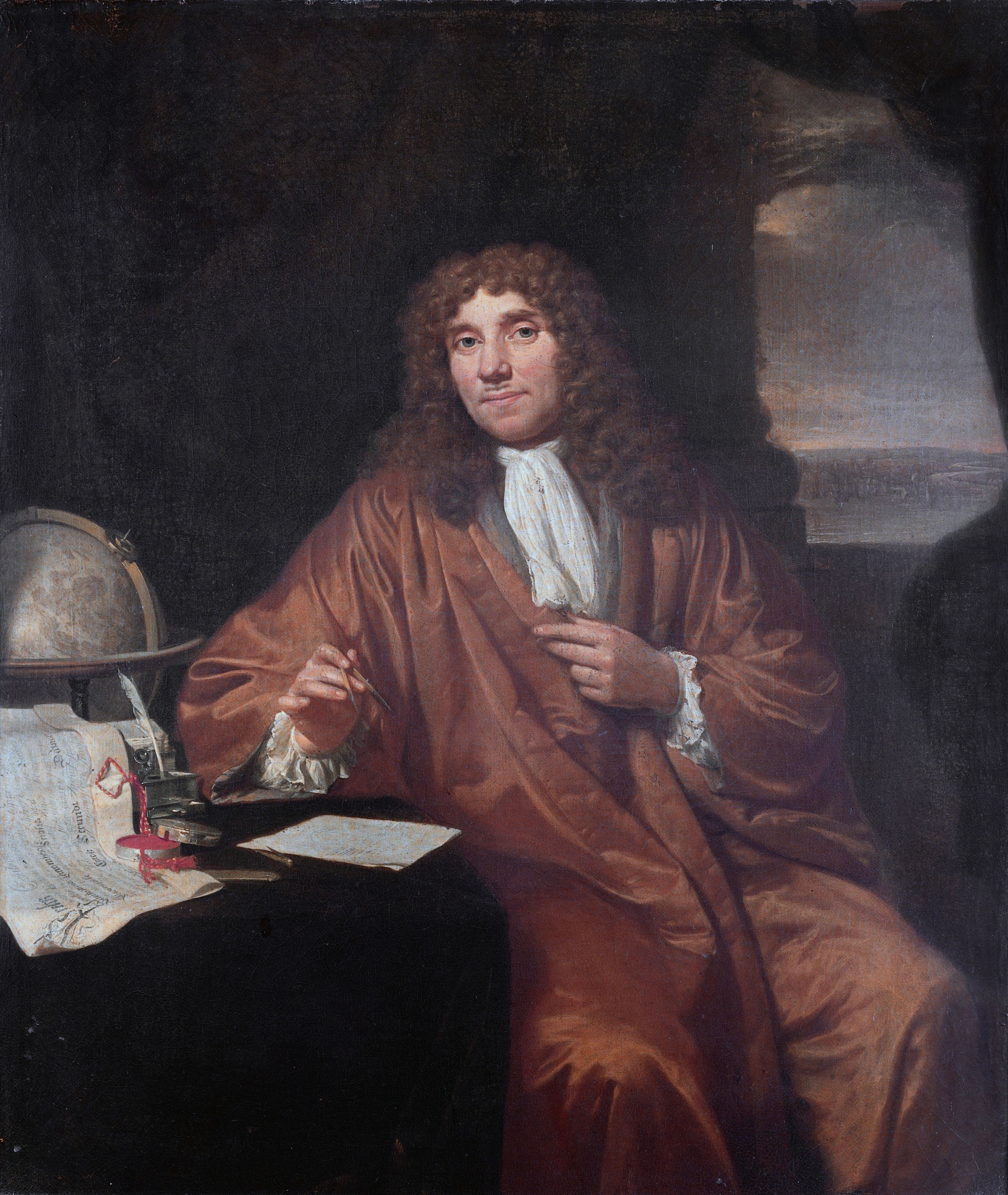
Antoni van Leeuwenhoek († 1723)

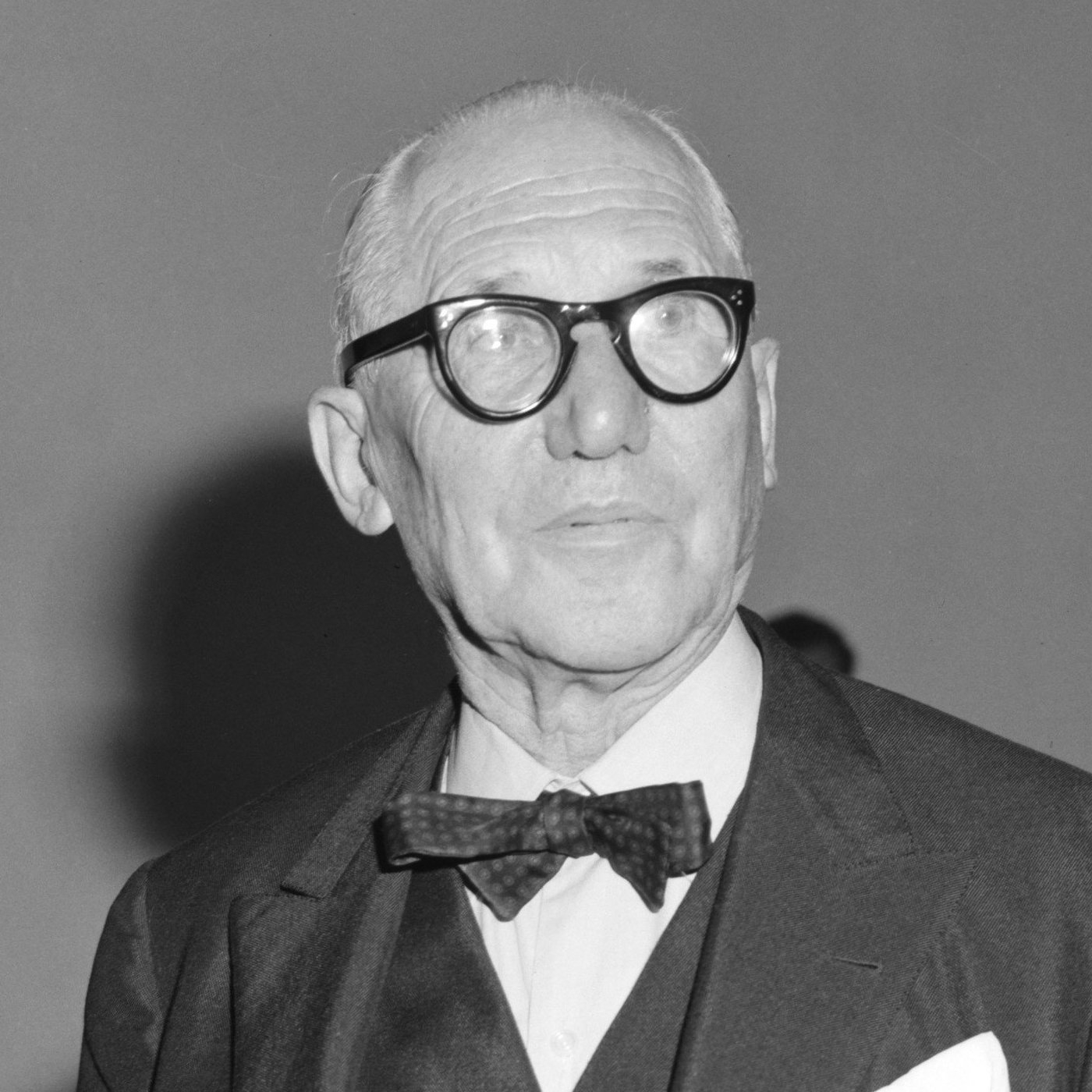
Le Corbusier († 1965)

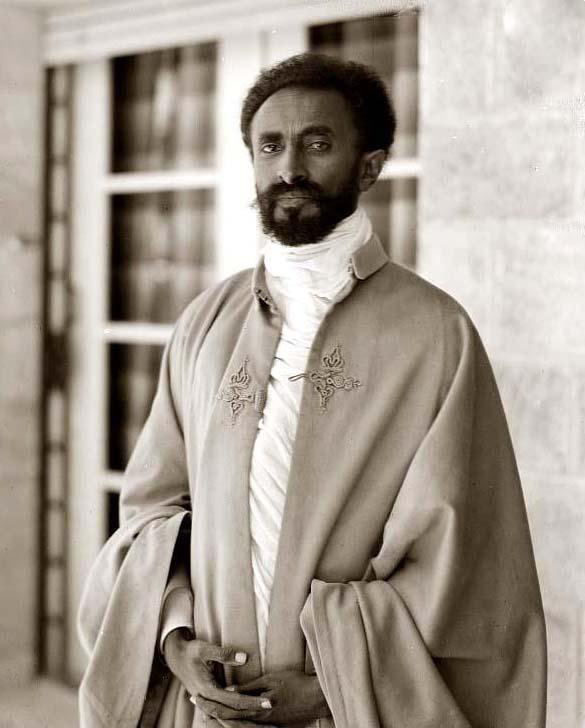
Haile Selassie I. († 1975)

- 1576 – Tizian, italský malíř (* 1477/1490)
- 1590 – Sixtus V., papež (* 13. prosince 1521)
- 1611 – Tomás Luis de Victoria, španělský hudební skladatel (* 1548)
- 1618 – Albrecht Fridrich Pruský, pruský vévoda (* 29. dubna 1553)
- 1635 – Lope de Vega, španělský dramatik a básník (* 25. listopadu 1562)
- 1664 – Francisco de Zurbarán, španělský malíř (* 7. listopadu 1598)
- 1679 – David Lewis, velšský katolický jezuitský kněz, světec a mučedník (* ? 1616)
- 1680 – Joan Cererols, benediktinský mnich a hudebník (* 9. září 1618)
- 1681 – Vilém Kryštof Hesensko-Homburský, lankrabě hesensko-homburský (* 13. listopadu 1625)
- 1723 – Antoni van Leeuwenhoek, nizozemský přírodovědec (* 24. října 1632)
- 1748 – James Thomson, skotský básník a dramatik (* 11. září 1700)
- 1758 – Marie Barbara z Braganzy, portugalská princezna (* 4. prosince 1711)
- 1773 – Friedrich Wilhelm von Seydlitz, pruský generál (* 3. února 1721)
- 1857 – Rufus Wilmot Griswold, americký básník (* 13. února 1815)
- 1864 – Mořic z Ditrichštejna, rakouský šlechtic, důstojník a dvořan (* 19. února 1775)
- 1865 – Friedrich Emanuel von Hurter, švýcarsko-rakouský historik (* 19. března 1787)
- 1876 – Eugène Fromentin, francouzský malíř a spisovatel (* 24. října 1820)
- 1879 – sir Rowland Hill, britský generální poštmistr, vynálezce poštovních známek (* 3. prosince 1795)
- 1901 – Rudolf Haym, německý filozof a teolog (* 5. října 1821)
- 1905 – Amálie Cádizská, cádizská princezna z Bourbonské dynastie (* 12. října 1834)
- 1914 – Eugen von Böhm-Bawerk, rakouský ekonom a politik (* 12. února 1851)
- 1916 – Petar Kočić, srbský básník, spisovatel a politik (* 29. června 1877)
- 1919 – Louis Botha, búrský generál a politik (* 27. září 1862)
- 1935 – Childe Hassam, americký impresionistický malíř (* 17. října 1859)
- 1937 – Lionel Walter Rothschild, druhý baron Rothschild, britský bankéř, politik a zoolog (* 8. února 1868)
- 1943 – Constantin Prezan, rumunský generál (* 27. ledna 1861)
- 1948 – Charles Evans Hughes, předseda Nejvyššího soudu USA (* 11. dubna 1862)
- 1950 – Cesare Pavese, italský spisovatel (* 9. září 1908)
- 1955 – Joachim Wach, německý religionista, orientalista a historik náboženství (* 25. ledna 1898)
- 1958 – Ernest Orlando Lawrence, americký fyzik, nositel Nobelovy ceny (* 8. srpna 1901)
- 1963 – William Edward Burghardt Du Bois, americko-ghanský sociolog, historik a spisovatel (* 23. února 1868)
- 1965 – Le Corbusier, francouzský architekt švýcarského původu (* 6. října 1887)
- 1966 – Albert Renger-Patzsch, německý fotograf (* 22. června 1897)
- 1967
  - Väinö Kokkinen, finský zápasník (* 25. listopadu 1899)
  - Brian Epstein, manažer skupiny The Beatles (* 19. září 1934)
- 1968 – Marina Řecká a Dánská, vévodkyně z Kentu (* 13. prosince 1906)
- 1971 – Margaret Bourke-Whiteová, americká fotografka (* 14. června 1904)
- 1974 – Otto Strasser, německý politik a člen NSDAP (* 10. září 1897)
- 1975
  - Haile Selassie I., etiopský císař (* 23. července 1892)
  - Gyula Komarnicki, maďarský horolezec (* 22. února 1885)
- 1979 – Louis Mountbatten, britský šlechtic, námořní velitel a politik (* 25. června 1900)
- 1981 – Valerij Charlamov, ruský hokejista (* 14. ledna 1948)
- 1986
  - Peter Mehringer, americký zápasník a hráč amerického fotbalu, zlato na OH 1932 (* 15. července 1910)
  - Josef Chvalovský, český legionář a důstojník čs. armády (* 29. listopadu 1896)
  - Jan Zach, český sochař, malíř a designér (* 27. července 1914)
- 1987 – Rudolf Uher, slovenský sochař (* 19. června 1913)
- 1990 – Stevie Ray Vaughan, americký bluesový kytarista (* 3. října 1954)
- 1992 – Pavol Mitter, slovenský geolog, speleolog a politik (* 11. září 1941)
- 1993 – Wolfgang Helck, německý egyptolog (* 16. září 1914)
- 1999 – Hélder Câmara, brazilský teolog, arcibiskup v Recife (* 7. února 1909)
- 2002 – Jane Tilden, rakouská herečka (* 16. listopadu 1910)
- 2007 – Gad Ja'akobi, ministr izraelských vlád (* 18. ledna 1935)
- 2008 – Del Martinová, americká feministka (* 5. května 1921)
- 2009 – Sergej Vladimirovič Michalkov, ruský dramatik, spisovatel a autor textu ruské hymny (* 13. března 1913)
- 2010
  - Corinne Day, britská fotografka (* 19. února 1962)
  - Anton Geesink, reprezentant Nizozemska v judu (* 6. dubna 1934)
- 2011 – Norman Frederick Simpson, anglický dramatik (* 29. ledna 1919)
- 2013 – Anatolij Onoprienko, ukrajinský sériový vrah (* 25. července 1959)
- 2014 – Benno Pludra, východoněmecký spisovatel (* 1. října 1925)

## Svátky

### Česko
- Otakar, Otakara, Otokar
- Caesar, Cézar

### Anglosaské země
- Caesar, Cesar

### Svět
- Světový den jezer

| 27. srpen v pražském KlementinuÚdaje jsou platné k 8. 7. 2025. | 27. srpen v pražském KlementinuÚdaje jsou platné k 8. 7. 2025. | 27. srpen v pražském KlementinuÚdaje jsou platné k 8. 7. 2025. |
| minimum                                                        | denní průměr                                                   | maximum                                                        |
| -------------------------------------------------------------- | -------------------------------------------------------------- | -------------------------------------------------------------- |
| 7,5 °C (1899)                                                  | 17,7 °C (od 1961)                                              | 32,2 °C (1834)                                                 |